# Scolastico (esarca)
Scolastico (o Scolasticio, secondo un'altra grafia; ... – entro o dopo il 725) fu esarca di Ravenna dal 713 al 725.
Scolastico aveva rivestito l'alta carica di cubicolario presso la corte di Costantinopoli. Fu nominato esarca nel 713 dall'imperatore Anastasio II e inviato in Italia.
Prima di insediarsi a Ravenna si recò a Roma, per consegnare a papa Costantino la professione di fede ortodossa dell'imperatore. Scolastico insediò inoltre come duca di Roma il funzionario bizantino Pietro, che in precedenza era stato cacciato dalla città.